# Buriti Cortado
Buriti Cortado é um distrito do município brasileiro de Timon, no interior do estado do Maranhão.

## História
Timon se originou a partir da povoação de terras que limitavam São José das Cajazeiras. Em 1890, esse pequeno povoado foi elevado à categoria de Vila, com a denominação de Vila de Flores.
Em 1924, a Vila foi elevada à cidade, com a denominação de Flores.
Com o Decreto-lei Estadual n.º 820, de 30-12-1943, o município de Flores passou a denominar-se Timon.

## Distrito
Por meio do Decreto-lei Estadual ,n.º 269, de 31-12-1948, foi criado o distrito de Buriti Cortado e anexado ao município de Timon.
Nesse distrito, além do povoado de Buriti Cortado, estão as localidades de Santa Marta, Macaúba, Cachimbo, Correntina, São José dos Perdidos, Baixa Grande, Lagoa da Chapada, Irajá, Barroca, Caraíba, Cajueiro, dentre outras.